# Genetics Society
Die Genetics Society ist eine britische wissenschaftliche Gesellschaft für Genetik.
Die Gesellschaft wurde 1919 von William Bateson und Edith Rebecca Saunders gegründet. Sie geben die Zeitschriften Heredity und Genes & Development heraus.
Sie vergeben verschiedene Preise, so die Mendel-Medaille, die Balfour Lecture (für Nachwuchswissenschaftler, in der Regel jährlich vergeben seit 1988), die Mary Lyon Medal (ein seit 2015 vergebener Preis für Wissenschaftler in der Mitte der Karriere), die Genetics Society Medal (seit 2005 in der Regel jährlich für Forschungsleistungen), die J. B. S. Haldane Lecture (für allgemeines Publikum als Kommunikatonsleistung der Genetik) und den Sir Kennth Mather Memorial Prize für Studenten in Großbritannien.

## Präsidenten
- 1919–1930 Arthur Balfour
- 1930–1932 Reginald Punnett
- 1932–1936 J. B. S. Haldane
- 1936–1938 Edith Rebecca Saunders
- 1938–1940 Francis Albert Eley Crew
- 1940–1943 Ronald Fisher
- 1943–1946 Cyril Dean Darlington
- 1946–1949 Edmund Brisco Ford
- 1949–1952 Kenneth Mather
- 1952–1955 Sydney Harland
- 1955–1958 Lionel Penrose
- 1958–1961 C. H. Waddington
- 1961–1964 David Catcheside
- 1964–1966 Guido Pontecorvo
- 1966–1968 Charlotte Auerbach
- 1968–1971 Dan Lewis
- 1971–1973 William Hayes
- 1973–1975 Ralph Riley
- 1975–1978 John Thoday
- 1978–1981 John Fincham
- 1981–1984 John L. Jinks
- 1984–1987 David Hopwood
- 1987–1990 Noreen Murray
- 1990–1994 Paul Nurse
- 1994–1997 David John Sherratt
- 1997–2000 Michael Ashburner
- 2000–2003 Linda Partridge
- 2003–2006 Jonathan Hodgkin
- 2006–2009 Brian Charlesworth
- 2009–2012 Veronica van Heyningen
- 2012–2015 Enrico Coen
- 2015–2018 Wendy Bickmore
- 2018–2021 Laurence Hurst
- 2021–2024 Anne Ferguson-Smith

Alle Präsidenten bis 2024 außer Edith Rebecca Saunders (die Fellow der Royal Horticural Society und als erste Frau der Linnean Society war) waren Fellows der Royal Society.